# Aeologramma
Aeologramma é um gênero de traça pertencente à família Arctiidae.

## Espécies
- Aeologramma albiscripta (Hampson, 1898)
- Aeologramma bellissima (Draudt, 1950)
- Aeologramma decolorata Holloway, 1989
- Aeologramma picatum (Butler, 1892)